# Наука в Италии
Наука в Италии (итал. Scienza in Italia) имеет долгую историю и традиции, начиная с эпохи возрождения и древнеримской эры. В период возрождения в Италии имел место научный "Золотой Век". Согласно новейшим представлениям "отцом современной науки" является Леонардо да Винчи, заслуженно получивший это звание за счёт своих научных экспериментов.

## Вычислительные мощности
По состоянию на июнь 2023 года в Казалеккьо-ди-Рено находится CINECA самый мощный суперкомпьютерный центр для научных исследований в Италии, в нём установлен один из суперкомпьютеров ЕС, проекта EuroHPC JU, суперкомпьютер «Leonardo». В ноябре 2022 года «Leonardo» стал вторым самым быстрым суперкомпьютером в Европе и ЕС, и четвёртым в мире в рейтинге Top500. По состоянию на июнь 2023 года «Leonardo» занимает четвёртое место в мире в рейтинге Top500 и имеет заявленную производительность в 238,70 петафлопс, а пиковую — 304,47 петафлопс при среднем энергопотреблении порядка 7,4 МВт.

## Великие учёные
- Леонардо да Винчи
- Галилей, Галилео
- Кассини, Джованни Доменико
- Ферми, Энрико
- Вольта, Алессандро
- Лагранж, Жозеф Луи
- Фибоначчи
- Кардано, Джероламо
- Маркони, Гульельмо
- Пеано, Джузеппе